# Алматы Су
Алматы Су (ГУП «Алматы Су») — государственное предприятие, обеспечивающее централизованное водоснабжение и водоотведение в городе Алма-Ата. Алматы Су производит питьевую воду, принимает и очищает сточные воды, используя инфраструктуру, состоящую из водозаборных скважин, насосных станций, очистных сооружений и инженерных систем для подачи и распределения воды.

## История
Водоснабжение города составили в 1 проекте плана города Верного в 1868 году: в южной, еще не застроенной части, был проложен магистральный канал (Головной арык) от реки Малая Алматинка до реки Весновка, расширенный и облицованный камнем в 1899 году. Вода из арыков использовалась для полива зеленых насаждений, хозяйственных и питьевых нужд. Дополнительно к этому осуществлялся водозабор грунтовых вод в районе Ташкентской аллеи, а также в руслах некоторых ручьев.
Первый водопровод из деревянных труб был построен в 1901 году от Головного арыка до Ташкентской аллеи для обеспечения находившихся там бань.
Финансовые средства на улучшение водоснабжения города начали регулярно выделятся при Советской власти.
В 1927 году был капитально отремонтирован Головной арык, 800 м водопровода, введено в эксплуатацию еще 8 км. В 1941 году на железнодорожной станции Алматы-1 пробурили первую скважину глубиной 51,5 м.
К 1982 году в городе в целях водоснабжения использовалось около 100 скважин, водопроводная сеть и водоводы протяженностью 1556 км. После реконструкции к 1982 году дополнительно введены в эксплуатацию очистные сооружения, мощность которых достигала 125 тыс. м3/сут.

## Деятельность
Основными видами деятельности Алматы Су являются:
- водозабор, очистка и распределение воды в сети;
- сбор, транспортировка и очистка городских сточных вод;
- эксплуатация городских систем водоснабжения и канализации.